# Misil Buk
El sistema de misiles 9K37 «Buk» (en ruso: 9K37 «Бук», en español: "haya"; designación OTAN: SA-11 Gadfly, SA-17 Grizzly) es un sistema de defensa antiaérea, armado con misiles tierra-aire, desarrollado por la Unión Soviética y posteriormente por Rusia. Fue diseñado para interceptar misiles de crucero, bombas inteligentes y aeronaves, tripuladas o no tripuladas.

## Desarrollo
El sistema ha ido evolucionando a partir del primer 2K12 Kub que es el nombre de una pieza antiaérea que se creó en la década de 1970. El sistema actual fue desarrollado por el GRAU con el nombre 9K37 y fue identificado por la OTAN con el nombre en clave "Gadfly" ("tábano") y por el Departamento de Defensa de los Estados Unidos como SA-11. Con el paso de los años, ha sido actualizado y mejorado varias veces, como las versiones Buk-M1-2 y Buk-M2, conocidas en occidente como SA-17 o "Grizzly". La última variante, conocida como "Buk-M3", es la versión producida más reciente.
Una versión naval, desarrollada por la MNIIRE Altair fue producida para la Armada de Rusia, recibiendo la designación 3S90M1 por el GRAU y los nombres en clave "Gollum" y SA-N-7C en la OTAN. El sistema naval fue activado en 2014.

## Características
El SA-11 dispone de cuatro misiles que pueden alcanzar hasta 32 km de distancia y 22 km de altura. El SA-17 amplía su alcance hasta 42 km de distancia y 24 km de altura. Ambos sistemas se guían de forma semiactiva, es decir, tras el disparo es necesario seguir señalando el objetivo mientras el misil se acerca. El sistema antiaéreo se compone de tres partes que se sitúan en tres vehículos independientes: un centro de mando, un lanzador de misiles y un radar de adquisición y seguimiento.

## Operadores

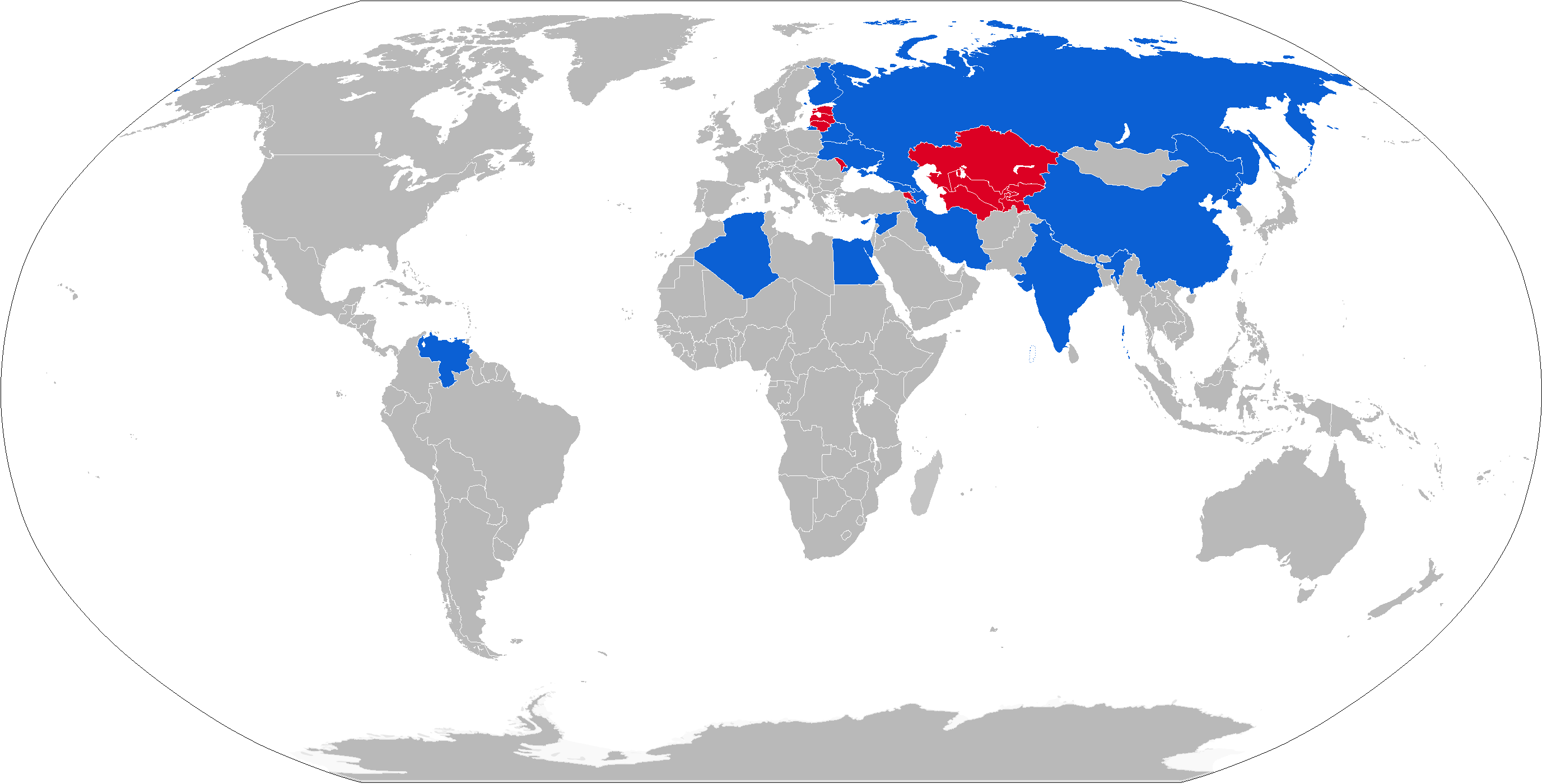
Mapa con operadores del sistema Buk en azul y antiguos operadores en rojo.

### Operadores actuales
- Azerbaiyán: 4 Buk-MB[6]
- Argelia: 48 Buk-M2[7]
- Chipre[8]
- Bielorrusia[9]
- Egipto: Versiones Buk-M1 y Buk-M2[10]
- Georgia[11]
- India[12]
- Irán
- Kazajistán:1 Buk-M2E ordenado en 2018 y entregado en 2021[13]
- Corea del Norte[14]
- Pakistán[15]
- China: Variante mejorada como el HQ-16, un sistema VLS navalizado. Proyecto conjunto de la República Popular China y Rusia para actualizar el sistema naval 9K37M1-2 'Shtil' (SA-N-12).[16]
- Rusia: Más de 440 9К37 y 9К317 a partir de 2016 (350 en las fuerzas terrestres y 80 en la fuerza aérea). Se planea que el reemplazo del complejo 9К37 con el nuevo 9К317 Buk M2 se complete en un 70% o más para 2020. 1 batallón de Buk-M3 fue entregado en 2016. 66 Buk-M-1-2, 36 M2 y 36 M3 fueron entregados en 2012-2017.[17] A partir de diciembre de 2017, 3 brigadas de misiles están completamente equipadas con Buk-M3. 7 Buk-M3 brigada se pone en orden a principios de 2020.[18]
- Siria[19][20][21][22]
- Ucrania:[19] 72 9K37M1 a partir de 2016. Modernización de los sistemas almacenados a la norma Buk M1-2.[23]
- Venezuela adquirió 3 sistemas en 2013 de la versión Buk-M2E[24][25]

### Antiguos Operadores
- Finlandia: En 1996, Finlandia comenzó a operar los sistemas de misiles que recibían de Rusia como pago de la deuda.[9] Debido a las preocupaciones sobre la susceptibilidad a la guerra electrónica, Finlandia ha reemplazado el sistema de misiles con NASAMS 2.[26][27] Finlandia todavía lo usa, principalmente en el almacenamiento. Todavía están listos para su uso en tiempos de guerra y todos están en "condiciones operativas".[28]

### Operadores potenciales
- Argentina: Rusia ofreció el Buk-M2E a la Fuerza Aérea Argentina.[29]

## Historia en combate

### Georgia
Las autoridades abjasias afirmaron que el sistema de defensa aérea Buk se utilizó para derribar cuatro aviones no tripulados georgianos a principios de mayo de 2008.
Los informes iniciales sobre el éxito del sistema de misiles Buk georgiano afirmaron que el sistema fue responsable de derribar cuatro aviones rusos, tres aviones de apoyo aéreo cercano Sukhoi Su-25 y un bombardero estratégico Tupolev Tu-22M, en la guerra de Osetia del Sur de 2008. Funcionarios estadounidenses han dicho que el Buk-1M georgiano fue ciertamente la causa de la pérdida del Tu-22M y contribuyó a las pérdidas de los tres Su-25.  Según algunos analistas, la pérdida de cuatro aviones fue sorprendente y un alto costo para Rusia dado el pequeño tamaño del ejército de Georgia. Algunos también han señalado que los sistemas rusos de contramedidas electrónicas aparentemente no pudieron bloquear y suprimir los SAM enemigos en el conflicto y que, sorprendentemente, Rusia no pudo encontrar contramedidas efectivas contra los sistemas de misiles que había diseñado Georgia compró estos sistemas de misiles a Ucrania; Hubo una investigación para determinar si la compra fue ilegal. Según el Resumen de Defensa de Moscú, seis y no cuatro aviones (Georgia mantiene los números más altos), fueron derribados, pero Rusia afirma que los tres Su-25 fueron derribados por fuego amigo, al tiempo que destaca un problema grave en la coordinación de la Fuerza Aérea Rusa y sus fuerzas terrestres durante esa guerra.

### Guerra del Donbass
El Vuelo 17 de Malaysia Airlines fue derribado por un misil Buk el 17 de julio de 2014 muriendo las 298 personas a bordo. La evidencia incluyó fragmentos de misiles encontrados en el sitio, incluidos trozos de ojiva atrapados en los restos, así como partes no explosivas del misil con restos de número de serie. Se recuperaron fragmentos de misiles de los cuerpos de la tripulación de vuelo. 
El 7 de agosto de 2014, las fuerzas separatistas prorrusas derribaron un Mikoyan MiG-29 de la Fuerza Aérea Ucraniana con un misil tierra-aire Buk cerca de la ciudad de Yenakievo. El piloto logró eyectarse.

### Oriente Medio
El 14 de abril de 2018, las fuerzas estadounidenses, británicas y francesas lanzaron un aluvión de 105 misiles aire-tierra y de crucero dirigidos a ocho sitios en Siria. El Ministerio de Defensa ruso dijo que veintinueve misiles Buk-M2E lanzados en respuesta destruyeron veinticuatro misiles entrantes.  El OSDH, que es citado por muchas organizaciones de medios independientes, informó que la Fuerza de Defensa Aérea Siria interceptó y derribó al menos 65 misiles. El Departamento de Defensa estadounidense dijo que no se derribaron misiles.
El 19 de julio de 2021, cuatro cazas F-16 de la Fuerza Aérea israelí entraron en el espacio aéreo de Siria a través de la zona de Al-Tanf controlada por Estados Unidos y dispararon ocho misiles guiados contra un área al sureste de Alepo. Vadim Kulit, subjefe del Centro Ruso para la Reconciliación de las Partes Opositoras en Siria, dijo que siete misiles fueron derribados por los sistemas Pantsyr-S y Buk-M2 de fabricación rusa de las Fuerzas de Defensa Aérea Sirias. Según los informes, Buk-M2E continuó interceptando hasta principios de septiembre.

### Guerra Ruso-ucraniana
Los sistemas de misiles BUK y S-300 de la era soviética de Ucrania han demostrado ser efectivos a medio alcance, lo que ha obligado a los aviones rusos a volar más bajo, lo que luego los llevó al alcance de los MANPADS y los sistemas de misiles de corto alcance.
Los ucranianos están adaptando algunos de sus sistemas/lanzadores de misiles Buk para aceptar misiles Sea Sparrow.
Los sistemas de misiles Buk de Rusia, especialmente el Buk M3, han demostrado ser altamente efectivos para derribar drones, aviones y misiles ucranianos y también han interceptado cohetes HIMARS.

## Fotos

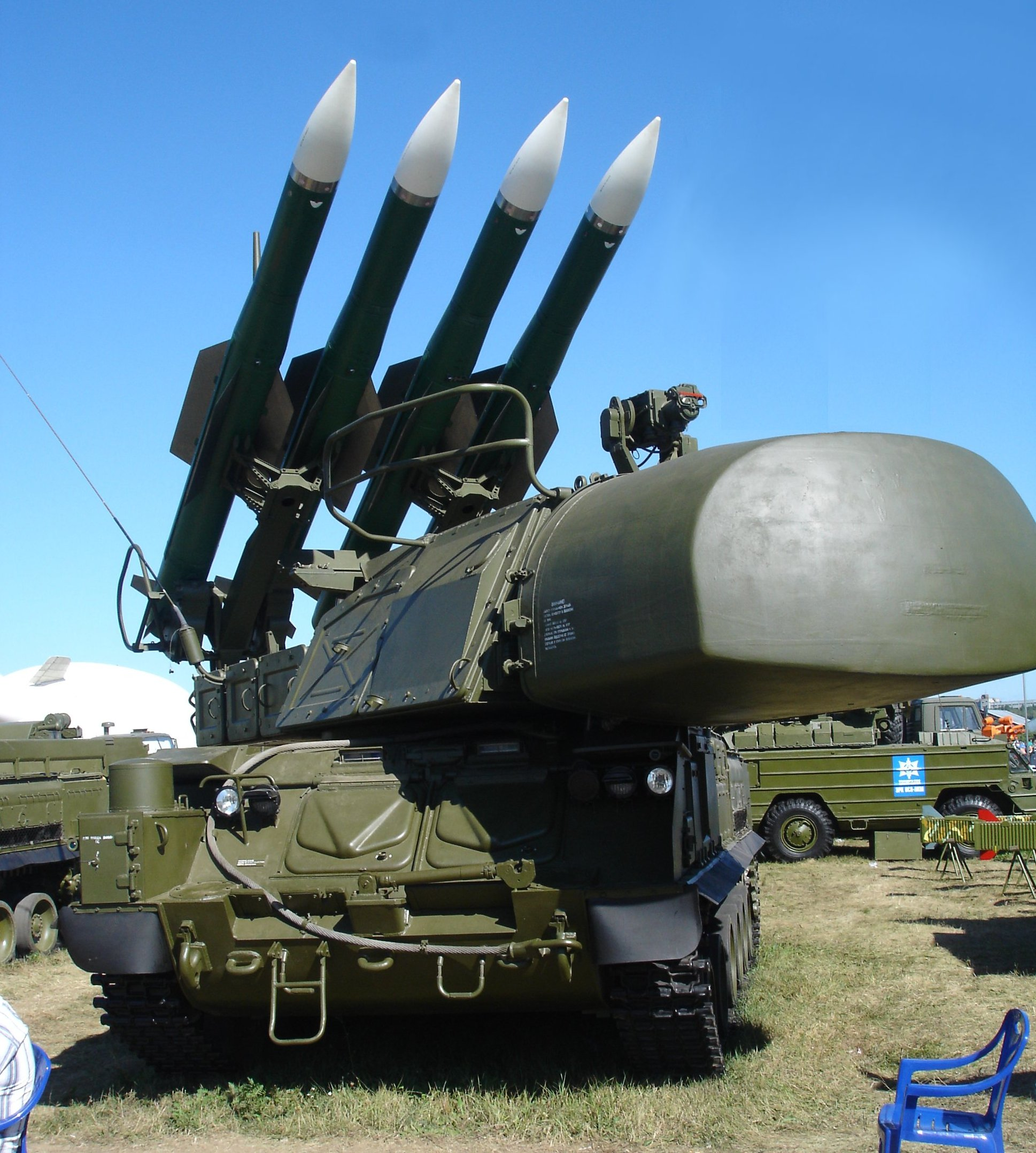
Buk-M1.
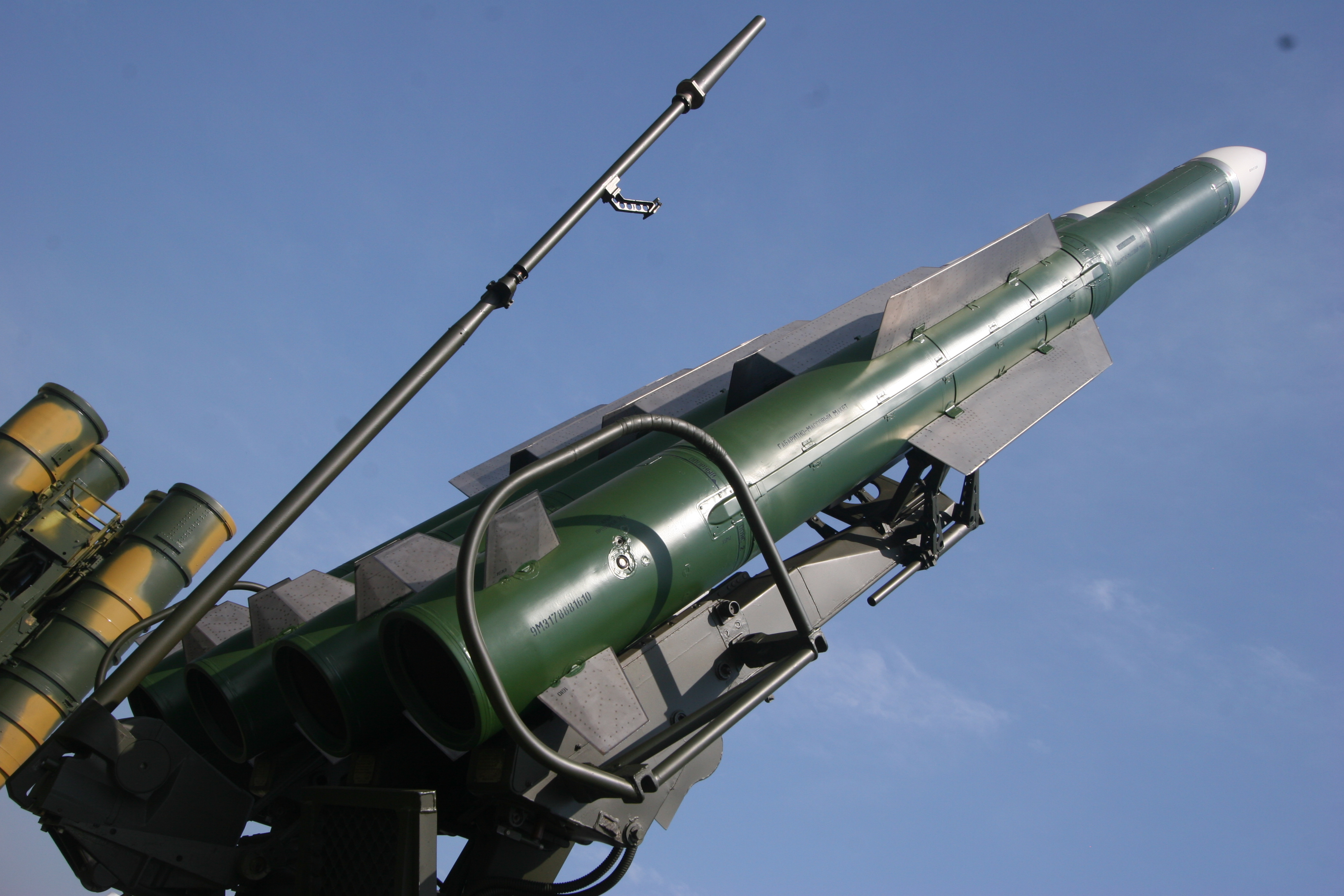
Misil 9M317 del Buk.
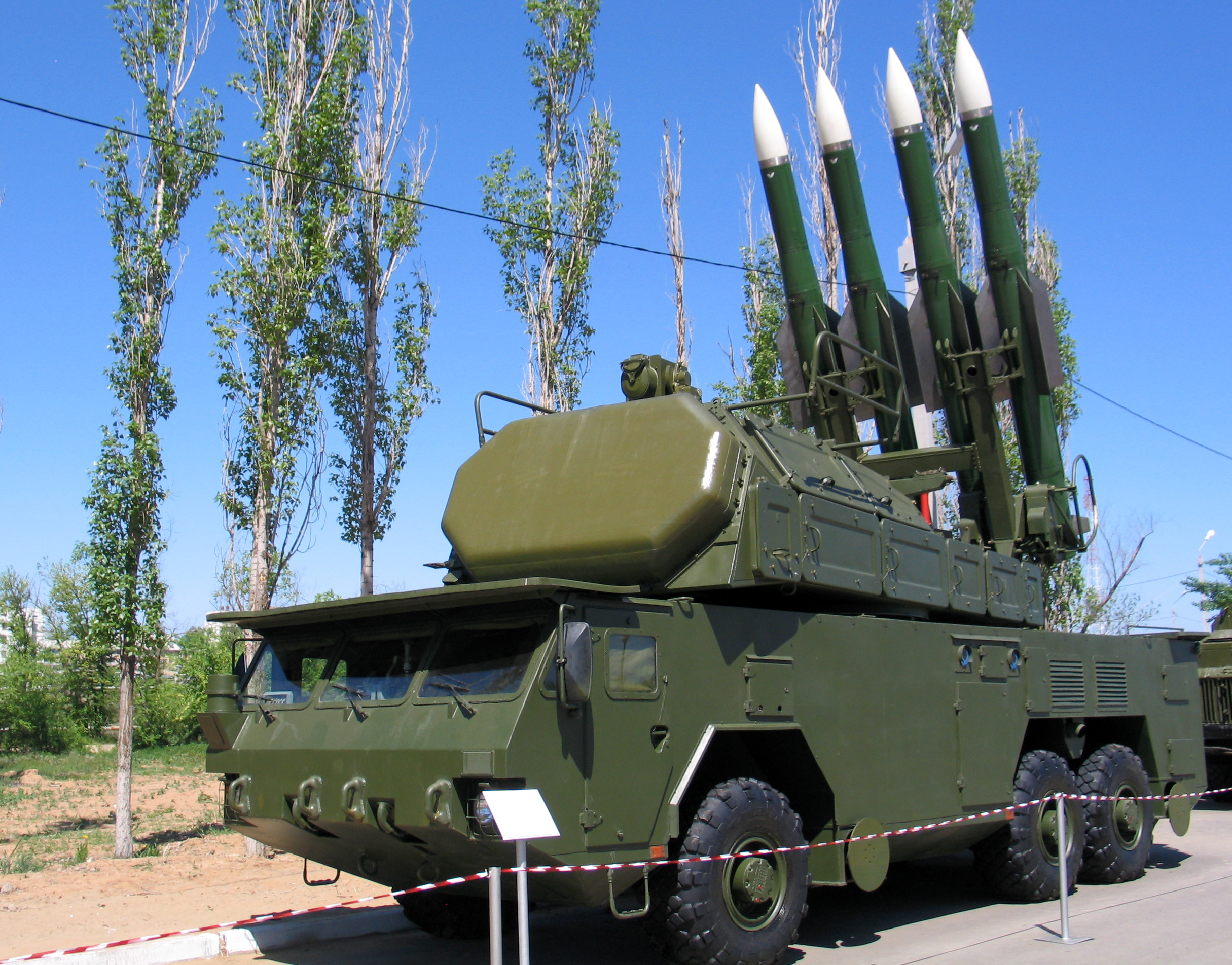
Buk-M2.
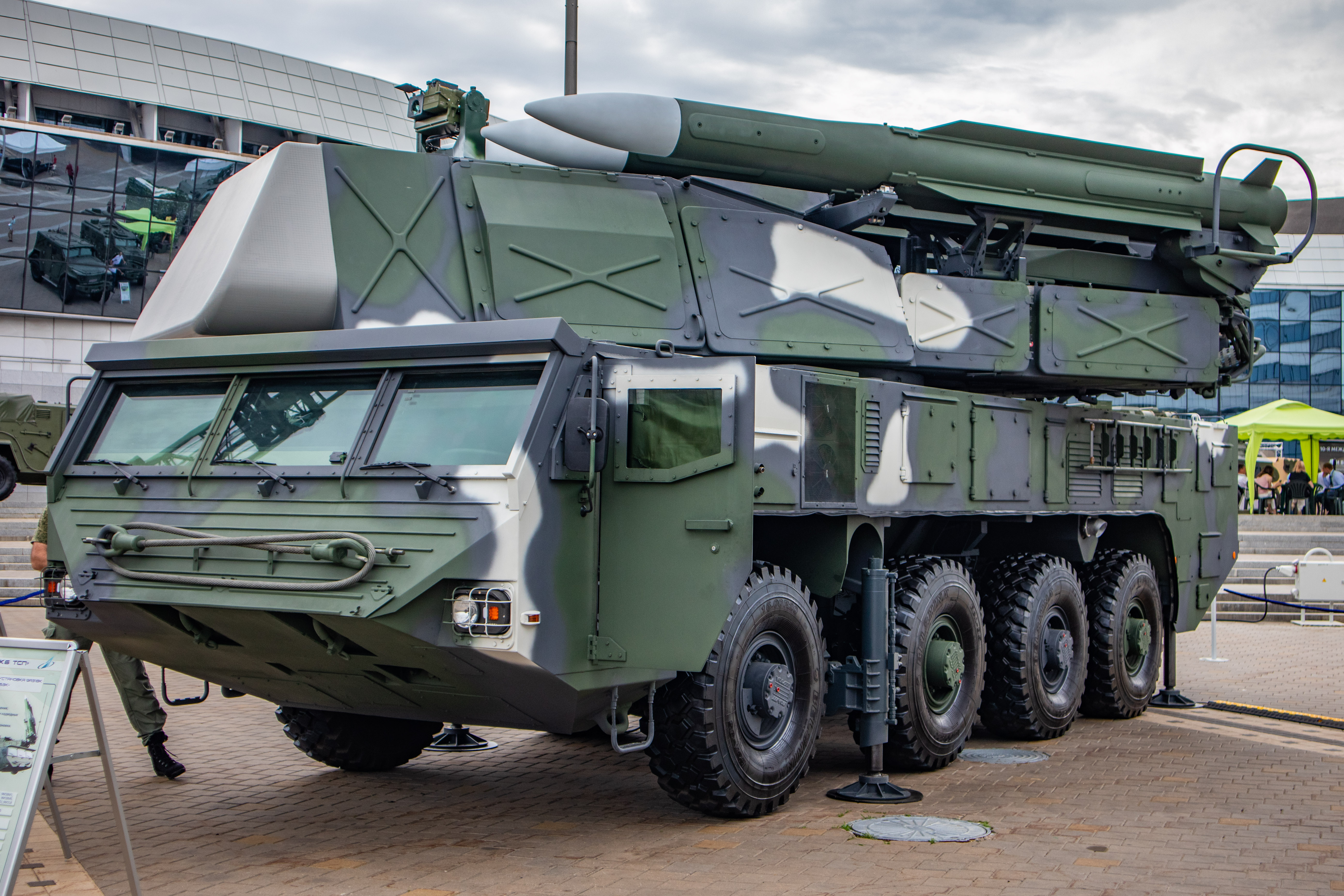
Buk-MB3K (Bielorrusia)